# Lingua khowar
La lingua Khawar o Khowar (in urdu کھوار‎?), a volte erroneamente definita lingua Chitrali, è una lingua della famiglia linguistica indoariana, ramo delle lingue dardiche, parlata da circa 223.000 persone in Pakistan, nel distretto di Ghizer della regione di Gilgit-Baltistan, e nel distretto di Chitral del Khyber Pakhtunkhwa.
A causa della massiccia emigrazione in tutte le maggiori città del Pakistan (Peshawar, Islamabad, Lahore e Karachi), sono sorte grosse comunità di locutori Khowar. Essa è parlata come seconda lingua nelle valli del Gilgit. Si ritiene che esistano piccole comunità Khowar anche in India, Afghanistan, Cina, Tagikistan ed a Istanbul.
Il linguista norvegese Georg Morgenstierne ha scritto che la zona di Chitral è l'area con la più grande diversità linguistica al mondo. Oltre al Khowar, che è la lingua predominante, in Chitral sono parlate almeno altre dieci lingue: lingua kalasha, lingua phalura, lingua dameli, lingua gawar-bati, alcune delle lingue nuristani, lingua yidgha, lingua burushaski, lingua gujari, lingua wakhi, lingua kirghisa e lingua pashtu. Poiché diverse di queste lingue non hanno una forma scritta, le lettere vengono usualmente scritte in Urdu, la lingua nazionale del Pakistan.